# Slug catcher
Lo Slug Catcher è un'apparecchiatura dell'Oil & Gas utilizzata al termine di un gasdotto per la separazione del gas dai liquidi (principalmente acqua e idrocarburi) e per lo stoccaggio dei liquidi. Il termine è mutuato dall'inglese, laddove la parola slug indica, nel linguaggio tecnico dell'industria Oil & Gas, un regime di flusso bifasico gas-liquido caratterizzato da blocchi di liquido alternati da gas che possono fuoriuscire da un giacimento di gas naturale a causa di particolari condizioni operative 1) Pigging della linea; 2) Differenze dei flussi Gas-Liquido (Slug Idrodinamico) o di caratteristiche progettuali quali 1)  Variazioni di Livello nel gasdotto dovute alla Conformazione del Terreno (Terrain Induced Slug) 2) Presenza di Risers. 
In accordo alla buona pratica ingegneristica gli Slug Catchers sono classificati in tre tipi:
a) Vessel type
b) Multipipes
c) Parking Loop Type
La selezione di un tipo piuttosto che un altro dipende in primo luogo dalla quantità di liquido che occorre stoccare. Per volumi inferiori ai 100 m3, il Vessel type è indicato come soluzione ottimale. Tuttavia nella scelta intervengono altri fattori quali pressione di design, caratteristiche del sito dell'installazione (ad esempio offshore piuttosto che onshore). 
La separazione dei liquidi dal gas tramite Slug Catchers avviene principalmente al termine di un gasdotto e in prossimità di un impianto di processo del gas poiché i liquidi trascinati dal gas in movimento nelle condotte potrebbero difatti provocare danni significativi o problemi operativi agli impianti. Di qui nella progettazione di processo è necessario distinguere tra il funzionamento dello slug catcher nelle condizioni di slug (Condizioni di Progetto) e in normali condizioni operative (tipicamente in flusso stratificato).
Il Multipipes Slug Catcher è formato da una serie di tubi in parallelo( "fingers" o "bottles" ) di diametro più grande (tipico 48") della linea principale nei quali la velocità del gas diminuisce, permettendo ai liquidi di depositarsi essenzialmente per gravità poiché la riduzione di velocità determina il passaggio da un regime bifasico di tipo slug flow ad un regime stratificato.
Tali "fingers" o "bottles" forniscono anche il volume necessario allo stoccaggio del liquido. Il dimensionamento dello Slug Catcher include i tratti di tubazione destinati alla separazione oltre che allo stoccaggio. Il volume di stoccaggio in prima approssimazione deve essere almeno pari al volume dello slug più grande. Due metodi sono applicati per la predizione della dimensione dello slug: 1) Correlazione di dati in campo 2) Software di simulazione fluido dinamica.
Spesso è richiesto inoltre un volume buffer di condensato per garantire liquido in uscita diretto agli impianti di trattamento a valle dello Slug Catcher. 
Per quanto riguarda la progettazione meccanica dei fingers è richiesta la conformità ai codici ASME B31.8 e ASME B31.3.